# لانتانا كبيرة الأسنان
لانتانا كبيرة الأسنان (الاسم العلمي:Lantana grossiserrata) هي نوع نباتي يتبع جنس اللانتانا من فصيلة اللويزية.